# Saint-Alban-Auriolles
Saint-Alban-Auriolles è un comune francese di 1 025 abitanti situato nel dipartimento dell'Ardèche della regione dell'Alvernia-Rodano-Alpi.

## Società

### Evoluzione demografica
Abitanti censiti